# Rorippa philippiana
Rorippa philippiana är en korsblommig växtart som först beskrevs av Carlos Luis Spegazzini, och fick sitt nu gällande namn av George Macloskie. Rorippa philippiana ingår i släktet fränen, och familjen korsblommiga växter. Inga underarter finns listade i Catalogue of Life.